# ХМІГ Кип'яток
Херсонська молодіжна ініціативна група «Кип'яток» (ХМІГ «Кип'яток») — недержавна організація заснована 10 липня 2014 року з метою всестороннього задоволення соціальних, культурних, творчих, освітніх та інших інтересів молоді та підлітків міста Херсона.

## Історія
Все почалося у червні 2014 року, коли група друзів зібралась разом проводити час і спілкуватися за піалою чаю. Але під час таких зустрічей звичайне спілкування переросло в обговорення актуальних проблем у країні та місті, а також можливостей їх вирішення. На обговореннях не зупинились і перейшли до дій — організували ініціативу та почали втілювати задумане в життя шляхом реалізації проектів, спрямованих на набуття нових знань і особистісний розвиток молоді та підлітків за рахунок неформальної освіти.

## Проекти

### Чайні посиденьки
У рамках цього проекту проводились чайні посиденьки та чайні церемонії, під час яких молодь разом пила чай і обговорювала цікаві та актуальні теми. В таких зустрічах взяло участь близько 200 осіб.

### Команда з фрізбі
Була створена команда з фрізбі «Hellcats». Вони проводили ігри і тренувалася на вільних майданчиках міста, зокрема в міських парках. Окрім ігор, команда займалася популяризацією фрізбі та активного способу життя. Зокрема, брала участь в навчанні небайдужої молоді та школярів правилам гри. Наразі діяльність команди тимчасово призупинено.

### Конкурс «25 кадр»
Конкурс відеороликів про здоровий спосіб життя для школярів. Під час проекту на базі Херсонської обласної бібліотеки для дітей імені Дніпрової Чайки були проведені майстер-класи від Першої Херсонської кіношколи з правильного монтажу, редагування, зйомки відео та роботи з відеоредакторами загалом. На завершення проекту журі обрало найкращі роботи, а переможці отримали гідні призи.

### Відеоінсталяція «Honey&Beats»
Відеоінсталяція «Honey&Beats» в міському середовищі — екологічна просвітницька акція з метою звернути увагу на сучасний стан людського суспільства і нагадати, використовуючи стільники, про співпрацю бджіл у створенні найекологічнішого продукту — меду.

### Відновлення Лебединого озера
Кип'яток брав участь у великому прибиранні територію озера для того, щоб в подальшому використовувати його як майданчик для проведення різноманітних культурних та молодіжних заходів (покази кіно під відкритим небом, зранкові аняття йогою, молодіжні зустрічі тощо).

### «Будуймо Херсон разом»
Акція з благоустрою «Будуймо Херсон разом» — встановлення урн та лавок у парку «Казенний сад» в мікрорайоні Шуменський. Після робіт по встановленню лавок була проведена чайна посиденька, темою якої був благоустрій міста та вплив звичайної людини на вирішення проблеми забруднення навколишнього середовища.

### Дебати
Відродження дебатного руху на Херсонщині відбувається наступними форматами.

###### Дебатні засідання
На базі Херсонської обласної універсальної наукової бібліотеки імені Олеся Гончара проходять дебатні засідання, на яких учасники отримують нові знання з теорії дебатів, поради щодо покращення промов а потім закріплюють їх грою в дебати британського або американського формату.

###### Дебатні школи
Кип'ятком було проведено дві дебатні школи які проводились для недосвідчених гравців протягом двох днів. В перший (теоретичний) день учасникам подається основна інформація стосовно правил гри, теорія з аргументації, публічних виступів, ораторського мистецтва, критичного мислення та філософії. Другого (практичного) дня проходить дебатний турнір, на якому учасники показують рівень засвоєння знань та умінь, сформованих першого дня проведення школи.

###### Дебатні турніри
Вони проводяться для всіх бажаючих команд представників молоді Херсона (як досвідчених, так і новачків), що хочуть позмагатись за звання переможців та топ-спікера турніру.
- Херсонський щорічний дебатний турнір «House of debate»;
- Херсонський турнір «Understanding democracy»;
- Міжуніверситетський Херсонський дебатний турнір «Дебатл».

###### Дебатний клуб
У Херсонському державному університеті, спільно з профспілковим комітетом студентів та аспірантів, засновано дебатний клуб «John Howard's debate club», засідання якого проходять щотижня на базі університету. Члени дебатного клубу — студенти, але всі бажаючі можуть взяти участь у засіданні, зіграти в дебати або стати глядачем.

### «Прокачай мізки»
«Прокачай мізки» -це сертифіковані тренінги від Кип'ятка для молоді  Херсону, головна мета яких — допомогти учасникам у їхньому саморозвитку, отримати необхідні та корисні знання. Для проведення тренінгів ми запрошуємо лекторів та тренерів з усієї України.

### ПРО100
Просто платформа саморозвитку — стохвилинна зустріч з експертом в найрізноманітніших галузях (організатор фестивалів, вебдизайнер, психолог, журналіст, лайф-коуч, йогиня, тренер з кросфіту). Під час зустрічі учасники отримують поради від експерта, що стосуються його сфери діяльності.

### Міжнародний проект «Второпай демократію / Understanding democracy»
Учасники проекту 2 місяці прокачувалися в трьох напрямах: демократія, саморозвиток, дебати. Дізналися, як грати в дебати, як краще розуміти себе, які ефективні методи комунікації використовувати, що таке права людини, що таке пряма демократія, як використовувати механізми демократії у повсякденному житті та багато-багато іншого.

### «Нестандарті лекції з профорієнтації»
В рамках цього проекту ми запрошуємо до школярів молоду й успішну людину, яка розповідає про власне професійне та особистісне становлення. Поради, які їм дадуть можуть допомогти як у виборі професії, так і у студентському житті.